# Kempo
Kempo eller Kenpo (拳法; quánfǎ) 'Första regeln' eller Kempo karate är ett samlingsnamn på japanska kampsportstilar. Kenpo går i första hand ut på självförsvar och syftar till både fysisk och mental utveckling. Kempo har sitt ursprung i kinesisk Kung fu, men har därefter utvecklats i Okinawa och Hawaii. På 1600-talet fördes stilen från Kina till Japan och fick namnet Kosho-Ryu ('Gamla tall-stilen'). Ursprungligen hette stilen på kinesiska Quanfa vilket med translitterering till japanska blir Kenpo. Traditionellt ingick det i studierna av Kenpo även att läsa kinesiska filosofiska verk såsom I Ching och studier av De fem elementen och Yin och yang.